# Ockbrook and Borrowash
Ockbrook and Borrowash est une paroisse civile du Derbyshire, en Angleterre.